# Klamfer
Die Klamfer ist ein Bach in der slowenischen Gemeinde Novo mesto.

## Verlauf
Die Klamfer verfügt über mehrere Quellen im Gorjanci-Gebirge, die auf den Gemarkungen der Novo Mestoer Ortsteile Gabrje, Dolž und Iglenik liegen. Ein südlicher Arm bildet einen Teil der Grenze zwischen Dolž und Vrhe, ehe der Bach in nordöstlicher Richtung durch das Gemeindegebiet von Dolž in Richtung Pangrč Grm fließt. Dort verbindet sich dieser mit zwei aus Richtung Gabrje kommenden nördlichen Armen. Nach einer kurzen Strecke in nordwestlicher Richtung fließt der Bach nach Westen ab. Dabei fließt er an Sela pri Zajčjem Vrhu, Hrušica, Mali Orehek, Hrib pri Orehku, Veliki Orehek, Verdun und Šentjošt vorbei und bildet die Grenze zwischen den verschiedenen Ortsteilen Novo mestos. In Črmošnjice pri Stopičah macht der Bach einen Bogen nach Süden und mündet in das Flüsschen Težka voda, das in Novo mesto in die Krainer Gurk mündet.
Rund um den Bach gibt es verschiedenste Pflanzen- und Tierarten, die auf Wander- und Forstwirtschaftswegen erkundet werden können. In der landwirtschaftlich geprägten Gegend gab es früher entlang des Bachs diverse Wassermühlen.

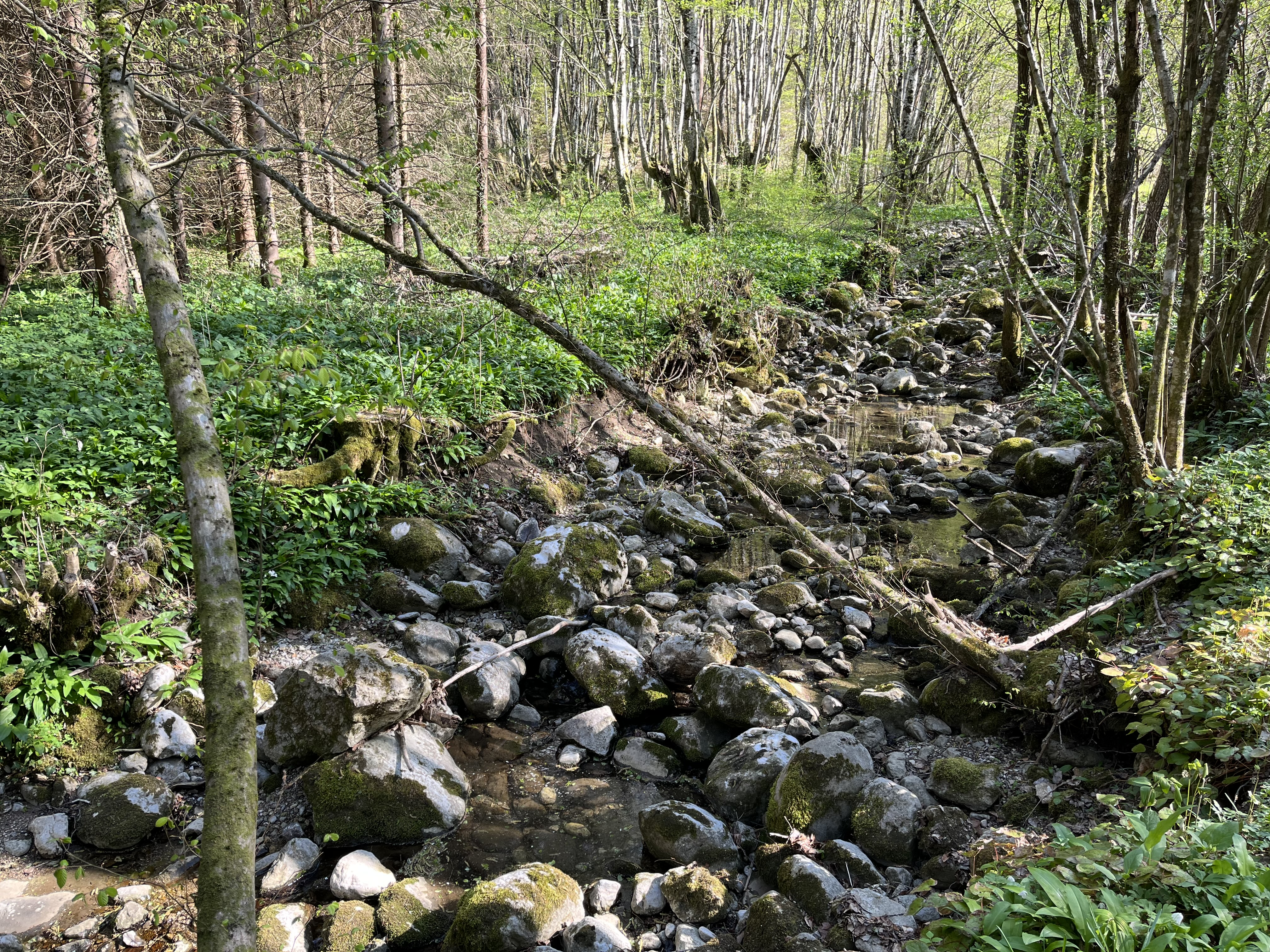
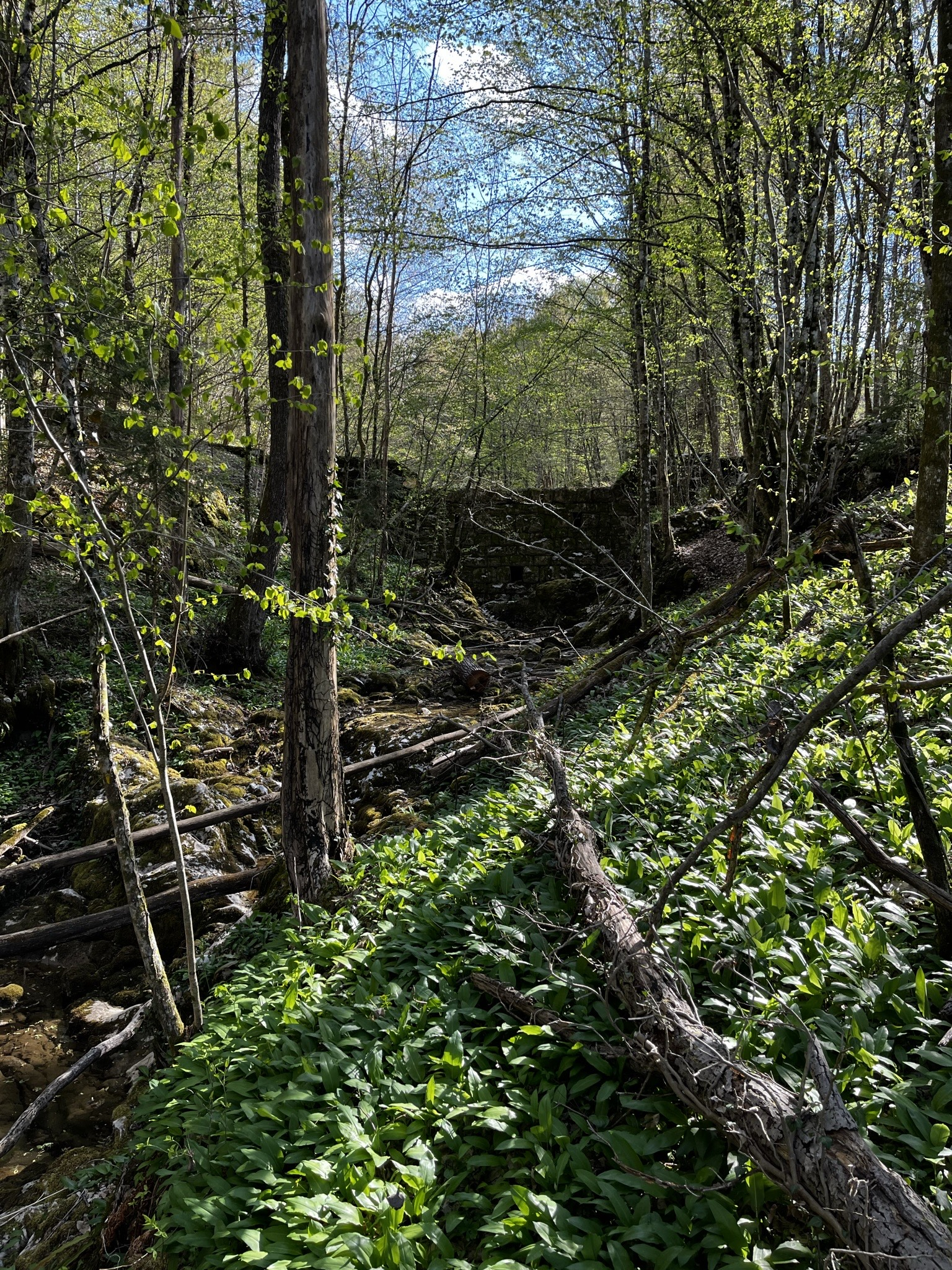
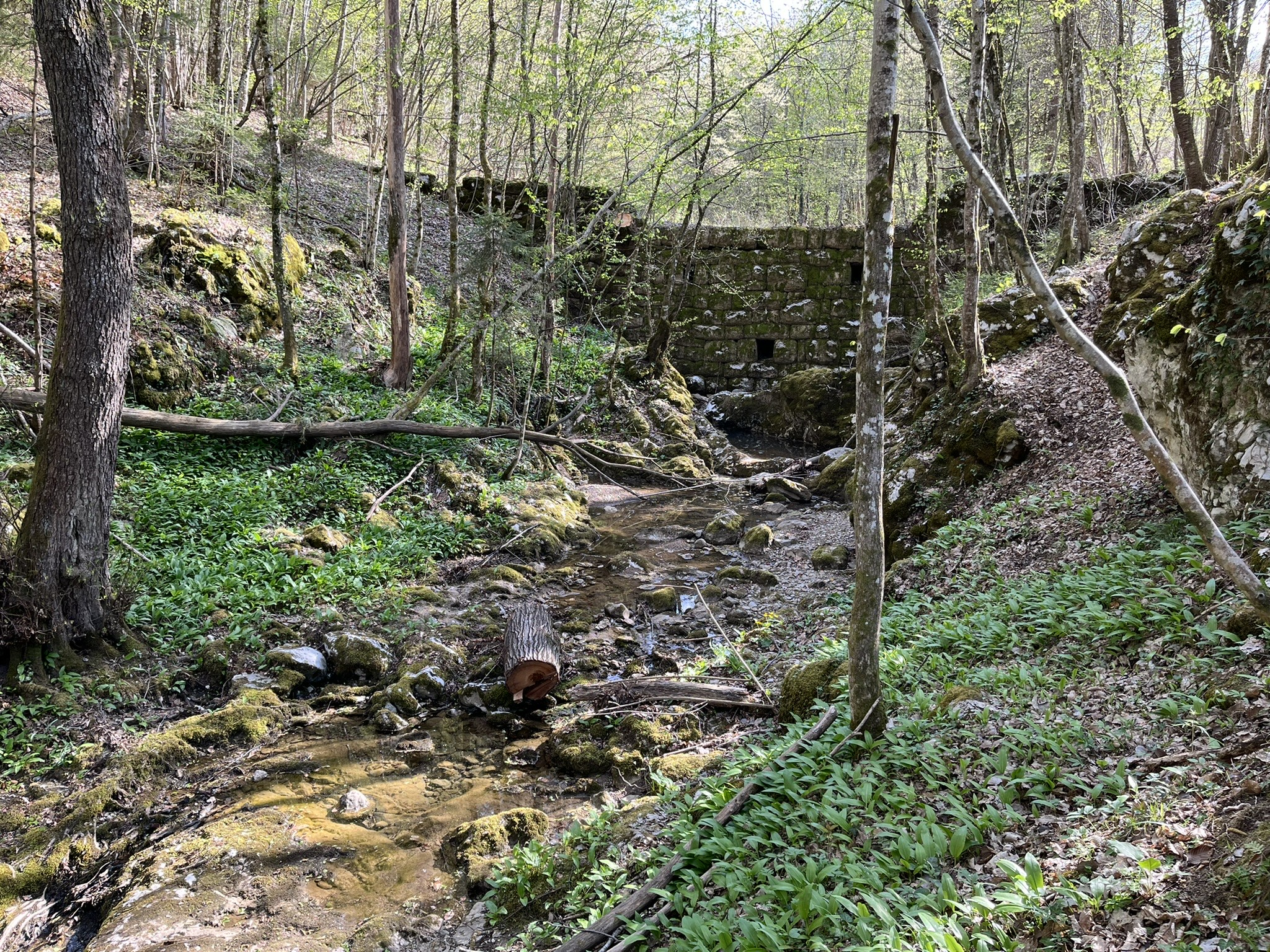
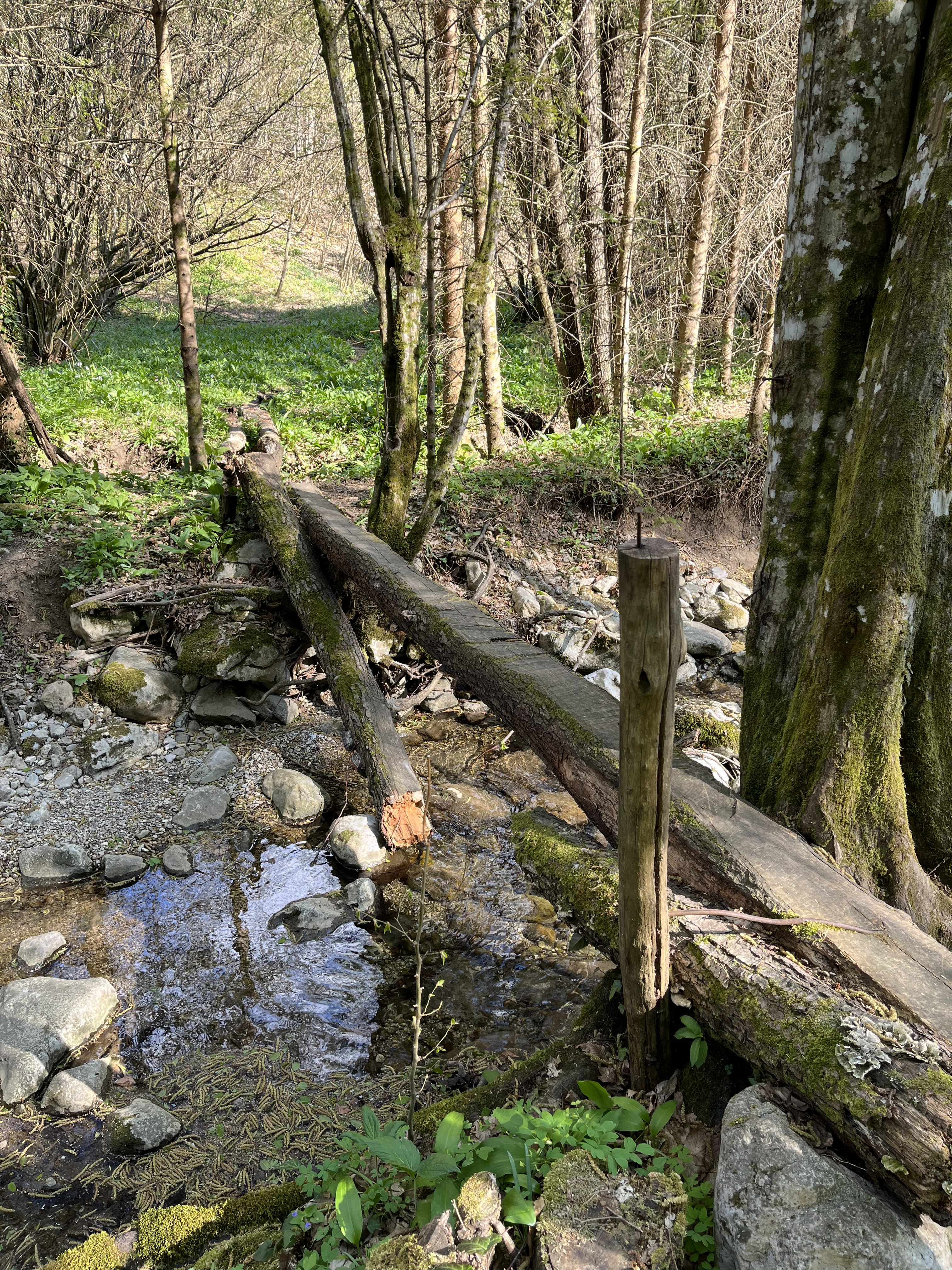